# Boortmeerbeek
Boortmeerbeek è un comune belga di 11 561 abitanti nelle Fiandre (Brabante Fiammingo).